# 山西市社
山西市社（越南语：／）是越南首都河內市下轄的一個市社，也是河內西北部地區的政治、經濟、文化中心，河内市的规划卫星城之一。

## 地理
山西市社东接福寿县，西接巴位县，南接石室县，北隔红河与永福省永祥县相望。

## 历史
阮朝时，山西市社隶属山西省廣威府福壽縣甘蔗盛總、浮沙總、從善縣清渭總和國威府石室縣祥飈總，是山西省蒞所在地。1924年，統使府議定，以省蒞設置山西市社，下轄東戶、西戶、南戶、北戶4戶。
1965年4月21日，山西省和河東省合併為河西省，山西市社不再是省蒞。
1972年10月16日，巴位縣中興社劃歸山西市社管轄。
1975年12月27日，河西省與和平省合併為河山平省。此時，山西市社下轄黎利坊、吳權坊、光中坊、中興社、圓山社3坊2社。
1978年12月29日，山西市社劃歸河內市管轄。
1982年6月2日，巴位縣青美社、金山社、春山社、中山沈社、唐林社、山東社、古東社7社劃歸山西市社管轄。
1984年3月14日，析設山麓坊和春卿坊。
1991年8月12日，山西市社劃回河西省管轄。
2000年11月9日，圓山社析置富盛坊，圆山社纯艺村划归光中坊管辖。
2006年4月13日，山西市社被评定为三级城市。2007年8月2日，山西市社改制為山西市。
2008年3月1日，中興社、中山沈社、圓山社改制為坊。
2008年5月29日，河西省整体并入河内市，山西市随之划归河内市管辖。翌年5月8日，为避免出现市（城庯）管辖市（城庯）的情况，山西市改制為山西市社。现今河内市正在积极争取将山西市社升格为二级城市。
2024年11月14日，越南国会常务委员会通过决议，自2025年1月1日起，黎利坊和光中坊并入吴权坊。

## 行政區劃
山西市社下轄7坊6社，市社人民委员会位于吴权坊。
- 吳權坊（Phường Ngô Quyền）
- 富盛坊（Phường Phú Thịnh）
- 山麓坊（Phường Sơn Lộc）
- 中興坊（Phường Trung Hưng）
- 中山沈坊（Phường Trung Sơn Trầm）
- 圓山坊（Phường Viên Sơn）
- 春卿坊（Phường Xuân Khanh）
- 古東社（Xã Cổ Đông）
- 唐林社（Xã Đường Lâm）
- 金山社（Xã Kim Sơn）
- 山東社（Xã Sơn Đông）
- 青美社（Xã Thanh Mỹ）
- 春山社（Xã Xuân Sơn）